# Zeeppomp

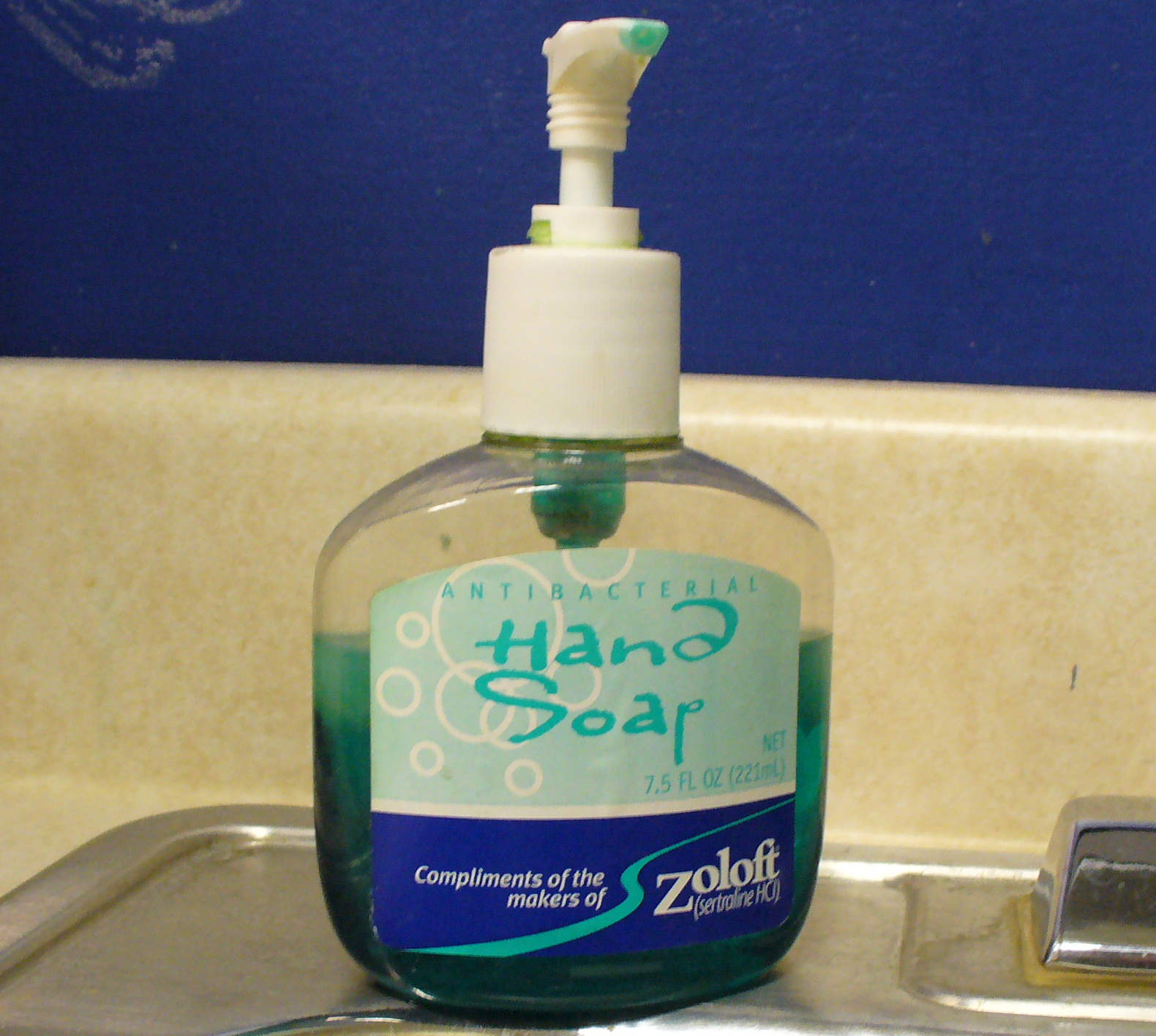
Een zeeppomp

Een zeeppomp is een apparaat dat voorziet in vloeibare zeep om je handen mee te wassen. Een zeeppomp werkt doorgaans door middel van een zuigerpomp, waarbij de vloeibare zeep wordt opgepompt in afgepaste hoeveelheid. Zeeppompen zijn terug te vinden in de huiselijke situatie bij een wasbak, waarbij de zeeppompen een inhoud hebben tussen de 300 en 500 ml. In de publieke sector wordt ook gebruikgemaakt van zeeppompen. Deze zijn daar terug te vinden in openbare toiletten. De zeeppompen zijn hier vaak aan de muur bevestigd. Naast de handmatige zeeppompen bestaan er ook elektrische zeeppompen. Bij de elektrische zeeppomp hoeft de zeep niet handmatig opgepompt te worden waardoor dit hygiënischer is.